# Prêmio Bruno Pontecorvo
O Prêmio Bruno Pontecorvo (em russo:  Премия имени Бруно Понтекорво) é um prêmio em física de partículas, concedido desde 1995 pelo Joint Institute for Nuclear Research em Dubna, em memória de Bruno Pontecorvo. De acordo com o principal campo de trabalho de Pontecorvos, o prêmio é devotado à física de neutrinos.

## Laureados
- 1996 Lev Okun[1]
- 1997 Klaus Winter für seine experimentelle Forschung auf dem Gebiet der Neutrino-Physik an Beschleunigern
- 1998 Wladimir Lobaschow (Institut for Nuclear Research, Moskau/Troizk) für Beiträge zur Physik der schwachen Wechselwirkung[2]
- 1999 Raymond Davis Jr.[3]
- 2000 Wladimir Gawrin[4]
- 2001 Nicholas Samios[5],Georgi Sazepin (JINR) [6]
- 2002 Samoil Bilenki für theoretische Untersuchungen zu Neutrinooszillationen[7]
- 2003 Yōji Totsuka, für herausragende Beiträge zur Entdeckung atmosphärischer Muon-Neutrino-Oszillationen als Mitglied der Kamiokande- und (ab 1998) der Super-Kamiokande-Kollaboration; von 2003 bis 2006 war er Generaldirektor des KEK.[8]
- 2004 Arthur Bruce McDonald, diretor do Observatório de Neutrinos de Sudbury für den dortigen Nachweis solarer Neutrinooszillationen[9]
- 2005 Alexei Yuryevich Smirnov (ICTP), Stanislaw Michejew, Lincoln Wolfenstein für den MSW-Effekt.[10]
- 2006 Atsuto Suzuki (KEK), für die Entdeckung von Reaktor-Antineutrino-Oszillationen und Geo-Antineutrinos in der KamLand Kollaboration[11]
- 2007 Antonino Zichichi für seine wesentlichen Beiträge zur Gründung des  Gran-Sasso-Labors und zur Neutrinoforschung[12]
- 2008 Waleri Rubakow[13]
- 2009 Alexander Dolgow (ITEP) für fundamentale Beiträge zu Neutrinooszillationen und Neutrinokinetik in der Kosmologie, Henry W. Sobel (University of California, Irvine)[14][15]
- 2010 Yōichirō Suzuki, Direktor des Kamioka-Observatoriums und stellvertretender Direktor des Kavli Institute for the Physics and Mathematics of the Universe (IPMU), für seine Beiträge zum Nachweis atmosphärischer und solarer Neutrinooszillationen in der Super-Kamiokande-Kollaboration[16], und Serguey Petcov (SISSA, Triest) für Wechselwirkungen von Neutrinos mit Materie und Eigenschaften von Majorana-Neutrinos.[17]
- 2011 Stanley Wojcicki (Fermilab), für die Entwicklung des MINOS-Detektors und Forschungen zu Neutrinooszillationen[18]
- 2012 Ettore Fiorini[19]
- 2013 Luciano Maiani[20]